# صيد ترفيهي

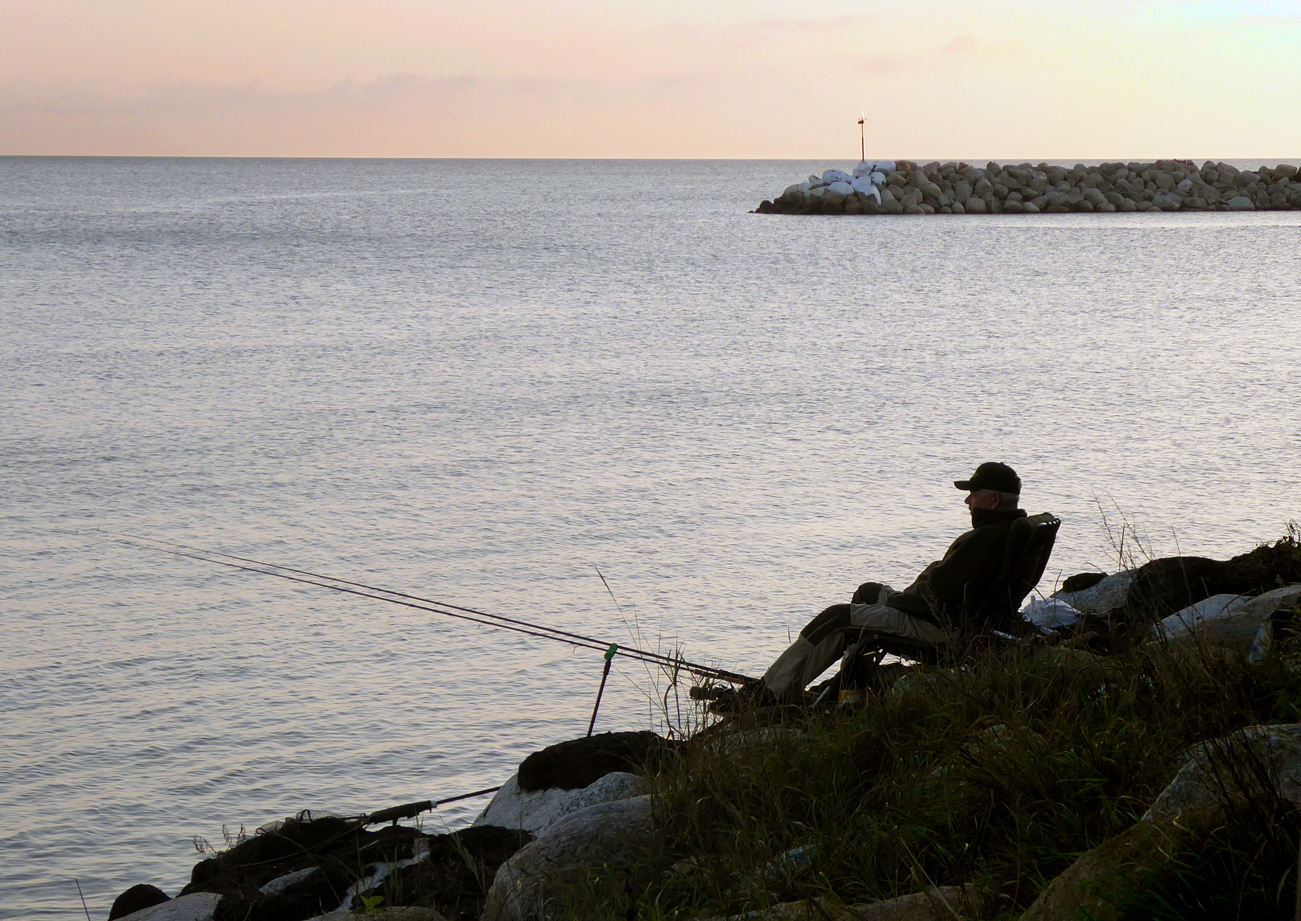
الصيد الترفيهي عند الغروب

الصيد الترفيهي الذي يُطلق عليه أيضًا الصيد الرياضي، هو الصيد للمتعة أو المنافسة.

## نبذة

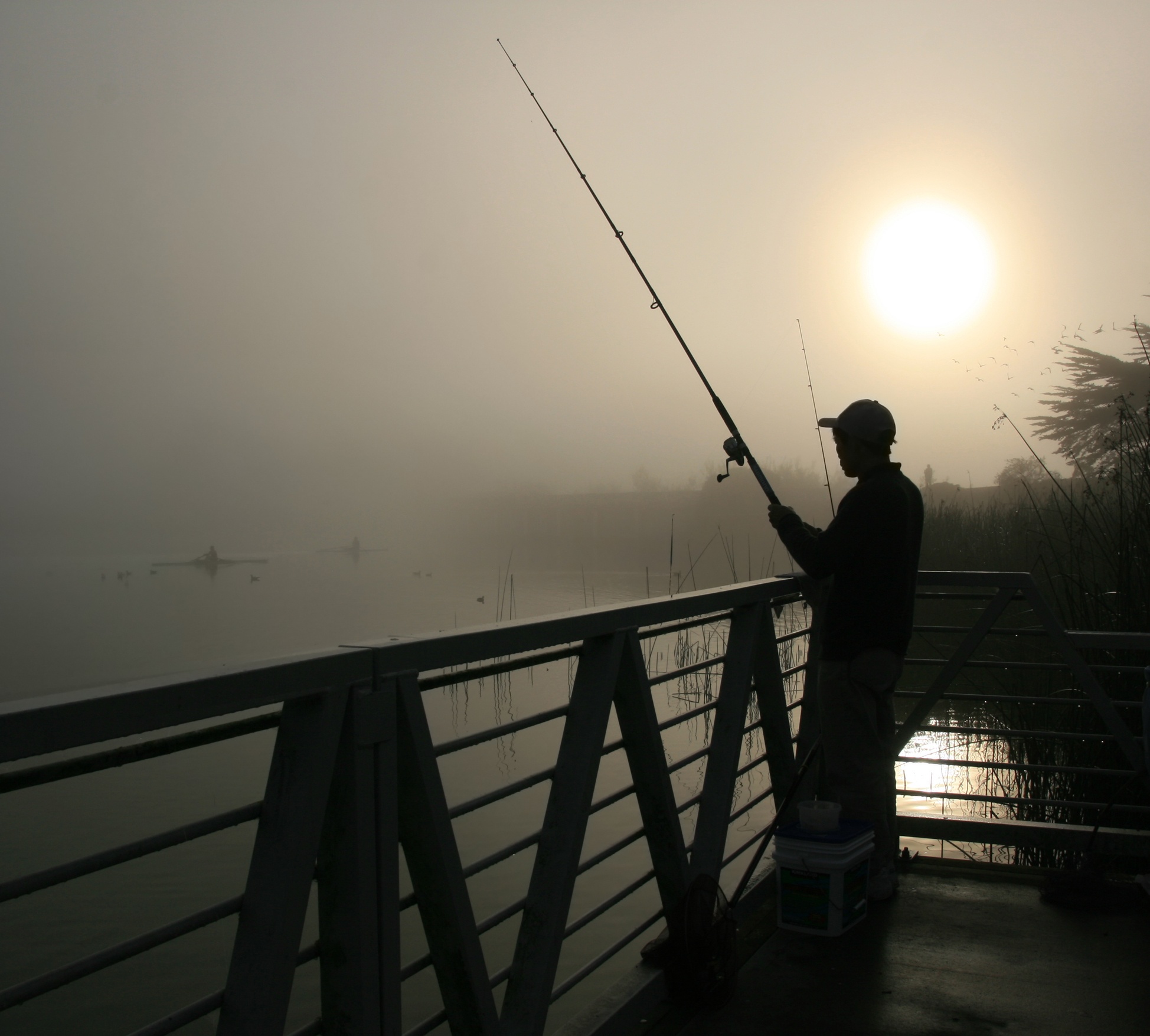
صياد في بحيرة ميرسيد

الشكل الأكثر شيوعًا للصيد الترفيهي يتم باستخدام قضيب، وبكرة، وخيط، وخطاطيف. تُستخدم أيضًا الأجهزة الأخرى، التي يشار إليها عادةً باسم المعالجة الطرفية، للتأثير على عرض الطعم أو استكماله للأسماك المستهدفة. تُعرف ممارسة صيد الأسماك أو محاولة صيدها بالصنارة بالصيد.
يتم إجراء صيد الأسماك الكبيرة من القوارب لصيد أنواع كبيرة مثل التونة وأسماك القرش والمارلينية.